# Didoh
Didoh is een bestuurslaag in het regentschap Pidie van de provincie Atjeh, Indonesië. Didoh telt 516 inwoners (volkstelling 2010).